# タブラチュア

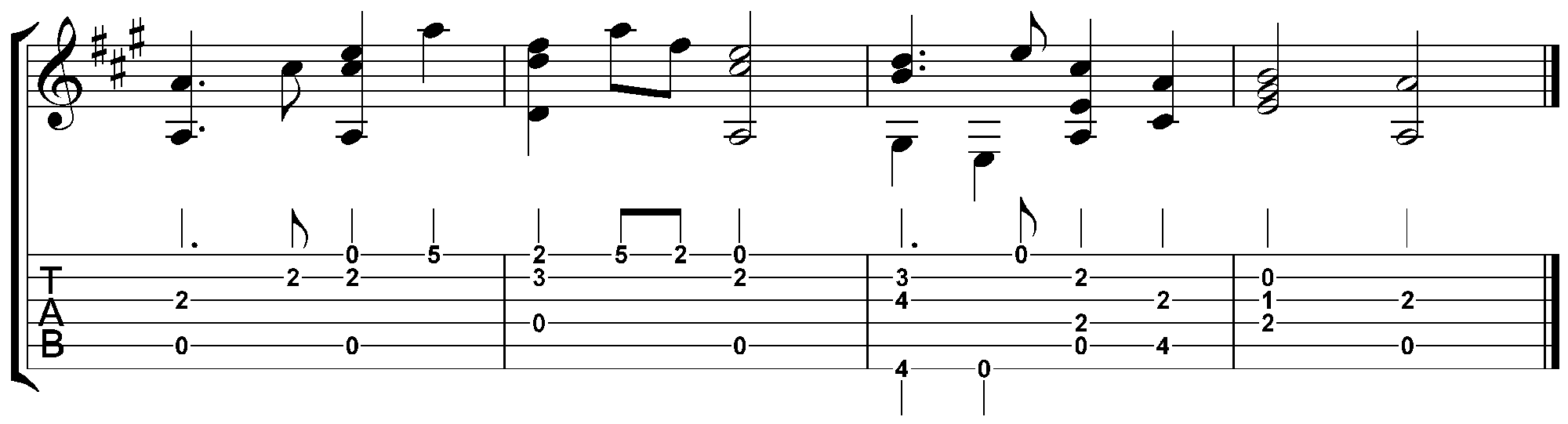
ドイツ民謡「小鳥は来たよ」の五線譜（上段）とギター・タブ譜（下段）

タブラチュア (Tablature, Tabulature) は、記譜法の一種で、楽器固有の奏法を文字や数字で表示するものである。また、タブラチュア譜（TAB譜、タブ譜、奏法譜）は、それらを記載した楽譜である。
カタカナ語で単に「タブ譜」といった場合は後述の「ギター・タブラチュア譜」を示す言葉として使われる（通じるが、これに限定するのは誤り）。

## 歴史
タブラチュア (tablature) の語源は、一覧表などを意味するラテン語である tablatura から来ている。現代では「タブ譜」（英語では guitar tabs）などの省略形で親しまれている。
現代に連なるタブラチュアが使われ始めたのは14世紀以降である。
1507年にはタブラチュア譜による世界初のリュートの曲集がフランチェスコ・スピナッチーノ（リューティスト）の手により出版された。これは弦を押さえる指のポジションが記号化されており、音高と音長が示されていることもあって現代的なタブラチュアの元祖といえるものである。この時代はイタリア・スペイン・フランス・ドイツなどでリュート演奏が盛んに行われており、タブラチュアも各地で独自の発展を遂げ、時代によって大幅な変化が加えられていった。
現代以降はギターを中心に一般的な楽譜となっている。特にギターでは、異なる弦の異なるポジションで同じ高さの音を出せるが、それぞれの場合で音色や経済性（どれだけ楽に前後の音を弾けるか）が異なるので、初心者でも試行錯誤することなく最適なポジションで弾ける利点がある。
欠点としては、五線譜と違い、楽典の知識を持っていてもタブラチュア譜を見て調性や和音を直感的に知るのが難しく、（そのために書かれた）特定の楽器を手っ取り早く演奏できるが、和声を加えたり延長するなどのアレンジを行うには適していない。

## 現代のタブラチュア譜
現代のタブラチュア譜は基本的に五線譜と同じ様式で、そこに指のポジションほか楽器固有の情報を文字で付加するなどの書式追加がなされているものが多い。

### ギター
一般的な6弦ギター用のタブラチュア譜は、各々の弦に対応した六線譜を用意し、一番上を1弦・一番下を6弦とし、数字で指板のポジションを示すものである。0は開放弦となる。線の本数は弦に応じて増減する。ベースギター用では4本が一般的。音の長さを表すときは、二分音符と全音符は数字を丸で囲み、必要に応じて五線譜と同じように棒や旗、点、スタッカートなどをつける。
ギターでの弾き語り用の楽譜では歌詞の上部にコード表記とともに指板のポジションが書かれていることがあるが、これはタブ譜とは呼ばれない。
また、ギター独特の奏法を記すために以下のような記号も使われる。
| ×     | ブラッシング             | 指板側の指を弦が指板に付かないように軽く押さえて、音程の定まらない音を出す       |
| ／ ＼ | スライド                 | 同じ弦上の高さの違う音の間を指板を押さえる指を滑らせる                           |
| H     | ハンマリング             | 押弦している指で弦を叩くようにして、より高い音を出す                             |
| P     | プリング                 | 押弦している指で弦を引っ掛けるようにして離して、より低い音を出す                 |
| Tr    | トリル                   | ハンマリングとプリングを繰り返す                                                 |
| T     | タッピング               | 両手の指でトリルを行う                                                           |
| C     | チョーキング             | 押弦している指を押さえたまま弦と直角方向に動かして弦を引っ張り、より高い音を出す |
| W.C   | ダブルチョーキング       | ２本の弦をピッキングして低音弦のみチョーキングし同じ音にする                     |
| Vib   | ビブラート               | 押弦している指で弦を揺らす                                                       |
| Harm  | ハーモニクス             | フレット上の弦に指を軽く触れた状態で弾く                                         |
| P,H   | ピッキング・ハーモニクス | 弾く際にピックを持った親指をフレット上の弦に一瞬触れさせてハーモニクスを出す     |
| T,H   | タッピング・ハーモニクス | 指でフレット上の弦を軽く叩いてハーモニクスを出す                                 |
| B.M   | ブリッジ・ミュート       | 右手で弦を軽く触れさせてピッキングする                                           |
| Arm.  | アーミング               | トレモロ・アームを使い音を変化させる                                             |

### 三線（さんしん）
伝統的な工工四（くんくんしー）は、「合」「乙」「老」「四」などの漢字で各ポジションを表し、原稿用紙のような升目に縦書きで書かれる。アップストローク（三線はダウンストロークが基本）やハンマリングに対応した記号も添える。三線の調弦（ちんだみ）は絶対音程だけでなく弦間の相対音程もバリエーションがあるが、工工四は音高ではなくポジションを表すのでタブラチュア譜とみなせる。最近は沖縄音楽の人気に伴い、ギターのタブラチュア譜のように水平方向に弦に対応した3本の直線を描き、その上に工工四の漢字を五線譜風の音長（四分音符、8分音符など）や小節記号を付加して記述したモダンな工工四タブ譜が普及している。

### ハーモニカ（10ホールズダイアトニックハーモニカ）
ハーモニカ用のタブ譜は、数字で穴番号を示す。吸音・吹音の区別には以下のようなものがある。
- 三線譜の吸音を第一間、吹音は第二間に書く。
- 一線の上下に吸音・吹音を書き分ける。
- 数字を吹音・丸数字を吸音とする。
- 吸音は数字の前に－をつける。
- 数字の後に吹音はB(Blow)・吸音はD(Draw)をつける。
- 数字に↑↓をつける。あるいは↑の中に数字を書く。

ベンドなどの奏法については独自の記述がなされることもある。
クロマチックハーモニカ用に五線譜に番号がついているものもある。スライド操作を示す←が書かれている。これは穴番号を示すタブ譜でなく、音名を表す数字譜の場合もある。
複音ハーモニカで用いられるものは、音名を数字で表したもので、これはタブ譜ではなく数字譜である。

### ドラムス
ドラムス用のタブラチュア譜はドラム譜と呼ばれる。一般的な五線譜を使って線や間（つまり音高）それぞれに打楽器を割り当てるもの。

### 鍵盤楽器
鍵盤楽器用のタブラチュア譜は、五線譜の線を指に対応させ、音高を文字で表示するものが代表例。

### 管楽器
リコーダー、ティン・ホイッスル、バグパイプ等の管楽器用のタブラチュアは、五線譜と併用する。音符の下に指穴の数だけ丸（○）を縦に並べ、押さえる穴を塗りつぶす（●）ものが代表的。

### 三味線
横書き三線譜。「文化譜」は邦楽社登録商標。「文化譜」のように開放弦を「０あるいは〇」とする場合と、開放弦を「1」とする場合がある。地歌で多く用いられている大日本家庭音楽会発行の「縦書き枠式」の譜では、IIIの糸は算用数字、IIの糸は漢数字、Iの糸は漢数字に「ｲ」（にんべん）を付けて表記する。開放弦はいずれも1であるので、IIIの開放弦は1、IIの開放弦は一、Iの開放弦はｲ一、となる。オクターブ上は、数字の右に「・」、さらにそのオクターブ上は「・・」を付ける。

### 尺八
5（あるいは7）個の穴を押さえるポジション譜で、全閉（筒音）を「ロ」とし、順に「ツ」「レ」「チ」「リあるいはハ」（流派によって異なる）で表す。オクターブ上はまた一部表記が異なる。